# Veazivok, Horodîșce
Veazivok (în ucraineană В'язівок) este o comună în raionul Horodîșce, regiunea Cerkasî, Ucraina, formată numai din satul de reședință.

## Demografie
Componența lingvistică a comunei Veazivok
     Ucraineană (97,11%)
     Rusă (1,72%)
     Alte limbi (0,23%)
Conform recensământului din 2001, majoritatea populației comunei Veazivok era vorbitoare de ucraineană (97,11%), existând în minoritate și vorbitori de rusă (1,72%).

## Legături externe
- pl Wiązówek în Dicționarul geografic al Regatului Poloniei și al altor țări slave, volum XIII (Warmbrun — Worowo) 1893

- pl Wiązówek în Dicționarul geografic al Regatului Poloniei și al altor țări slave, volum XV, p. 2 (Januszpol — Wola Justowska)1902